# 崔东烈
崔东烈（韩语： Choi Dongyeol，1999年5月1日—），韩国男子游泳运动员，主攻蛙泳，2022年亚洲运动会男子4×100米混合泳接力银牌得主、男子100米蛙泳和混合4×100米混合泳接力铜牌得主。